# Definicja sytuacji
Definicja sytuacji – określenie przez partnerów interakcji dyspozycji do działania w danej sytuacji społecznej oraz uświadomienie sobie własnego położenia w niej. Zdefiniowanie sytuacji zależne jest od jej percepcji oraz wartości, jakie dana jednostka posiada. Dla osób biorących udział w interakcji wybór sposobu definiowania sytuacji zależy od położenia jednostek w strukturze społecznej.
Pojęcie definicji sytuacji zostało wprowadzone do socjologii przez Williama Thomasa. Po raz pierwszy explicite pojawia się w publikacji Chłop polski w Europie i Ameryce. Używał go zamiast określeń takich jak „reguły zachowania się”, ponieważ chciał przez to podkreślić podmiotowość człowieka. Odnosząc się do popularnych wówczas eksperymentów behawiorystów, Thomas postulował badania eksperymentalne w taki sposób, aby badać reakcje nie na zachowania, ale na znaczenia przypisywane innym osobom, a więc sposoby definiowania sytuacji.
Problem ten był szczegółowo analizowany przez Ervinga Goffmana. Podczas interakcji, opisywanych przez niego jako występy, jednostki wybierają dla siebie odpowiednie fasady, dostarczające podstawowych elementów definicji sytuacji, przy czym narzucanie innym własnych definicji sytuacji jest celem występów. Sposób zachowania jednostki wynika ze sposobu zdefiniowania własnego położenia. W procesie interakcji definicje te są negocjowane między aktorami w takim stopniu, w jakim pozwalają na to ramy. Wyjście poza ramy powodowałoby, że sytuacje byłyby nierozpoznawalne i interakcje nie byłyby możliwe. Negocjacje prowadzą z kolei do instytucjonalizacji działań we wzory zachowań, czego początkowym etapem są procesy nawykania. Dzięki nawykom sytuacje nie muszą być definiowane ciągle na nowo. Powtarzając nawykowo te same aktywności, jednostka ugruntawia wzory zachowań, które stają się podstawą porządku społecznego.